# مانويل أندرادي دياز
مانويل أندرادي دياز (بالإسبانية: Manuel Andrade Díaz)‏ هو محامي وسياسي مكسيكي، ولد في 1965. حزبياً، نشط في الحزب الثوري المؤسساتي.